# اتو کوم
اتو کوم (به آلمانی: Otto Kumm) (۱ اکتبر ۱۹۰۹ – ۲۳ مارس ۲۰۰۴) یک ژنرال آلمانی در دوره رایش سوم و از ۶ فوریه ۱۹۴۵ تا ۸ مه ۱۹۴۵ فرمانده لشکر لایب‌اشتاندارته اس‌اس آدولف هیتلر بود. وی همچنین از ۳۰ ژانویه ۱۹۴۴ تا ۲۰ ژانویه ۱۹۴۵ فرمانده لشکر هفتم کوهستانی اس‌اس بود.